# P̈
Cette page contient des caractères spéciaux ou non latins. S’ils s’affichent mal (▯, ?, etc.), consultez la page d’aide Unicode.
P̈ (minuscule : p̈), appelé P tréma, est un graphème utilisé dans l’écriture de l’araki et du mavea. Elle est aussi utilisé en la romanisation de l’écriture manichéenne. Il s’agit de la lettre P diacritée d'un tréma.

## Utilisation
Le ‹ p̈ › est utilisé dans l’orthographe de quelques langues océaniennes telles que l’araki pour noter le son /t̼/, une consonne occlusive linguo-labiale sourde.

## Représentations informatiques
Le P tréma peut être représenté avec les caractères Unicode suivants (latin de base, diacritiques) :
| formes    | représentations | chaînes de caractères | points de code | descriptions                                |
| --------- | --------------- | --------------------- | -------------- | ------------------------------------------- |
| capitale  | P̈               | P◌̈                    | U+0050 U+0308  | lettre majuscule latine p diacritique tréma |
| minuscule | p̈               | p◌̈                    | U+0070 U+0308  | lettre minuscule latine p diacritique tréma |